# Kortharig bolkopje
Het kortharig bolkopje (Dicymbium nigrum brevisetosum) is een spin in de taxonomische indeling van de hangmatspinnen (Linyphiidae).
Het dier behoort tot het geslacht Dicymbium en is een ondersoort van de Dicymbium nigrum. De wetenschappelijke naam van de spin werd voor het eerst geldig gepubliceerd in 1962 door George Hazelwood Locket.